# Cliffjumper
Cliffjumper es un personaje ficticio del universo de Transformers, miembro de los Autobots se le conoce por tener una semejanza física a Bumblebee.

## Generación 1
Cliffjumper es un miembro de los Autobots del grupo de los mini-vehículos, es muy semejante físicamente a Bumblebee a diferencia del color ya que es rojo y de su modo alterno es un Porsche 924, él es un Autobot muy tenaz, Cliffjumper es uno de los primeros Autobots que llegó junto a Optimus Prime en el Arca, este pequeño autobot se ha ganado el respeto de sus camaradas por su tenacidad, el escuchar la frase dejamelo a mi era escuchar a Cliffjumper, pero también su precipitación lo destacaba bastante como cuando confundió a un Decepticon con una roca y casi hiere a Ironhide y Optimus Prime, Cliffjumper no tuvo tanto protagonismo secundario quizás como los Dinobots, Bumblebee o Jazz pero si puso una cuota de importancia necesaria, al punto de ser uno de los pocos autobots que perduraron durante toda la serie, junto a Jazz y Bumblebee (Goldbug).
Durante la tercera temporada, Cliffjumper se redujo su participación, la última aparición de Cliffjumper fue en la batalla de ciudad autobot del año 2005 en la que Cliffjumper está estacionado en una base lunar, de la que él, Jazz, Bumblebee y Spike Witwichy tratan sin éxito de escapar cuando son atacados por Unicron. Después de su consumo aparente por este, iban a ser arrojados en un caldero de lava, pero Daniel Witwicky los salvo y los rescató.
Su última aparición en el original de la serie fue la cuarta temporada en el episodio "El renacimiento - Parte 1.

## Transformers Animated
Debido a su temperamento, Cliffjumper nunca ha sido muy importante en la serie al igual que en Transformers G1. A pesar de que trabaja en el servicio de inteligencia, que no interactúa mucho con el enemigo. En su trabajo el recoge la información de los agentes de campo y encuentra las partes importantes de sus superiores. Por supuesto, sabiendo todo lo que hay que saber acerca de los Decepticons lo hace un poco tensa, por lo que él está siempre listo para una pelea.
En el episodio de Transformers Animated "Academia Autobot", tiene un aspecto similar al Autobot Bumblebee, pero es más alto, y tiene los cuernos más largos y una combinación de colores rojo y gris.
Él hace una reaparición en el primer episodio de la tercera temporada, "Teletransportados Parte I", el habla con Longarm Prime/Shockwave que por órdenes de Ultra Magnus le ordena el cierre de los puentes espaciales debido a que los Decepticons trataban de teletransportarse a Cybertron, Después de que Shockwave lo aplastara a Blurr este le pidió a Cliffjumper que lo bote a la basura y Cliffjumper sin saber que su chispa de vida aun seguía activa lo arrojo.
Cliffjumper apareció de nuevo en el episodio 35 "Los Cinco Siervos de la Perdición", en donde es contactado por Optimus Prime, Sentinel Prime, Jetfire, y Jetstorm. Le dijo a los Autobots de la Tierra que "hace 50 megaciclos, Ultra Magnus fue atacado por el espía traidor Decepticons Shockwave con su contraparte Longarm Prime.Luego continúa diciendo que Ultra Magnus esta en recuperación, pero Shockwave se escapó con su martillo.
Más tarde aparece junto a Alpha Trion y Perceptor en una transmisión a Sentinel Prime en relación con la tardanza del regreso a Cybertron.
También fue visto en el último episodio de la serie "Fin del Juego Parte 2" cuando Optimus Prime y su equipo logran capturar a Megatron, Shockwave y Lugnut.

## Transformers Prime
Apareció por primera vez en la primera temporada de la serie.
Una vez fue un miembro principal del equipo de los Autobots, Cliffjumper se transforma en un Dodge Challenger de color rojo, es el primer personaje de la serie en aparecer, fue parte del equipo Prime y amigo de Arcee.
Es asesinado brutalmente por Starscream clavándole la mano en el pecho y luego Megatron lo resucitó con el Dark Energon y lo convirtió en un zombi, hasta ser destruido.

## Bumblebee
Cliffjumper aparece en la película, como teniente de la Resistencia Autobot. Él es visto por primera vez durante la Caída de Cybertron antes de escapar con los otros Autobots. Más adelante en la película, es interrogado por los Decepticons Shatter y Dropkick en una de las lunas de Saturno, con la intención de averiguar el paradero de Optimus Prime, que Cliffjumper se niega a revelar. Sin embargo, los dos engañados recogen la Señal de Bumblebee, que Charlie había activado inadvertidamente al girar una llave. Al darse cuenta de que interrogar a Cliffjumper no llevaría a ningún éxito, los dos Decepticons se fueron, pero no antes de dividir al Autobot, matándolo. Más tarde sería vengado por Bumblebee, quien desgarra a Dropkick con una cadena y aplasta a Shatter en una inundación. Cronológicamente, Cliffjumper fue el primer Autobot en ser asesinado en la pantalla seguido por Jazz, Arcee, Elita-One, Chromia, Ironhide, Wheeljack, Ratchet y Leadfoot.
- Datos: Q1317056